# Pematang Kerasaan Rejo
Pematang Kerasaan Rejo is een bestuurslaag in het regentschap Simalungun van de provincie Noord-Sumatra, Indonesië. Pematang Kerasaan Rejo telt 4180 inwoners (volkstelling 2010).